# Estuario de Río Guadiaro
Estuario de Río Guadiaro är en park i Spanien.   Den ligger i provinsen Provincia de Cádiz och regionen Andalusien, i den södra delen av landet, 500 km söder om huvudstaden Madrid. Estuario de Río Guadiaro ligger 1 meter över havet.
Terrängen runt Estuario de Río Guadiaro är platt åt nordväst, men västerut är den kuperad. Havet är nära Estuario de Río Guadiaro åt sydost.  Närmaste större samhälle är La Línea de la Concepción, 13,9 km söder om Estuario de Río Guadiaro. 